# Městská telefonní ústředna
Městská telefonní ústředna, též Meziměstská a mezinárodní telefonní ústředna nebo Mezinárodní telefonní a telegrafní ústředna (MTTÚ) je monumentální budova ve Fibichově, Kubelíkově a Křížkovského ulici na pražském Žižkově. Stavba ve stylu českého art deca vznikla podle projektu Bohumíra Kozáka v letech 1921–1926. Portály v průčelí zdobí plastiky Ladislava Kofránka. Čtyřpatrová budova se dvěma šestipatrovými nárožními věžemi byla až do výstavby Žižkovské televizní věže v její těsné blízkosti dominantou panoramatu této části metropole, od roku 1958 je chráněna jako nemovitá kulturní památka.
Po technické stránce patřila v době spuštění mezi nejmodernější telefonní ústředny na světě. Zaměstnávala 350 pracovníků, zejména spojové manipulantky, které ve třísměnném nepřetržitém provozu obsluhovaly osm desítek spojovacích pracovišť. Budova s hlavním sálem o výměře 26x15 metrů sloužila jako hlavní pražská ústředna přes 50 let, než byla nahrazena novou Ústřední telekomunikační budovou v Olšanské ulici. Za účelem přeložení všech telefonních linek pak byla ústředna ve Fibichově ulici s novým komplexem propojena dvoukilometrovým podzemním kolektorem, který je stále v provozu.

## Budova
Čtyřpatrová budova ústředny je zasazena do blokové zástavby Žižkova, kterou však převyšuje šestipatrovými nárožními věžemi. Stavba zabírá zhruba polovinu bloku s hlavním třítraktovým průčelím s dvěma portály do Fibichovy ulice (levý portál byl v průběhu času zazděn a byly zde umístěny telefonní budky). Jižní i severní křídlo jsou dvoutraktová, z obou vybíhají kratší křídla směrem do dvora. Celá stavba uzavřená není, další dvě křídla však v severovýchodní části zcela obepínají menší čtvercový dvůr.

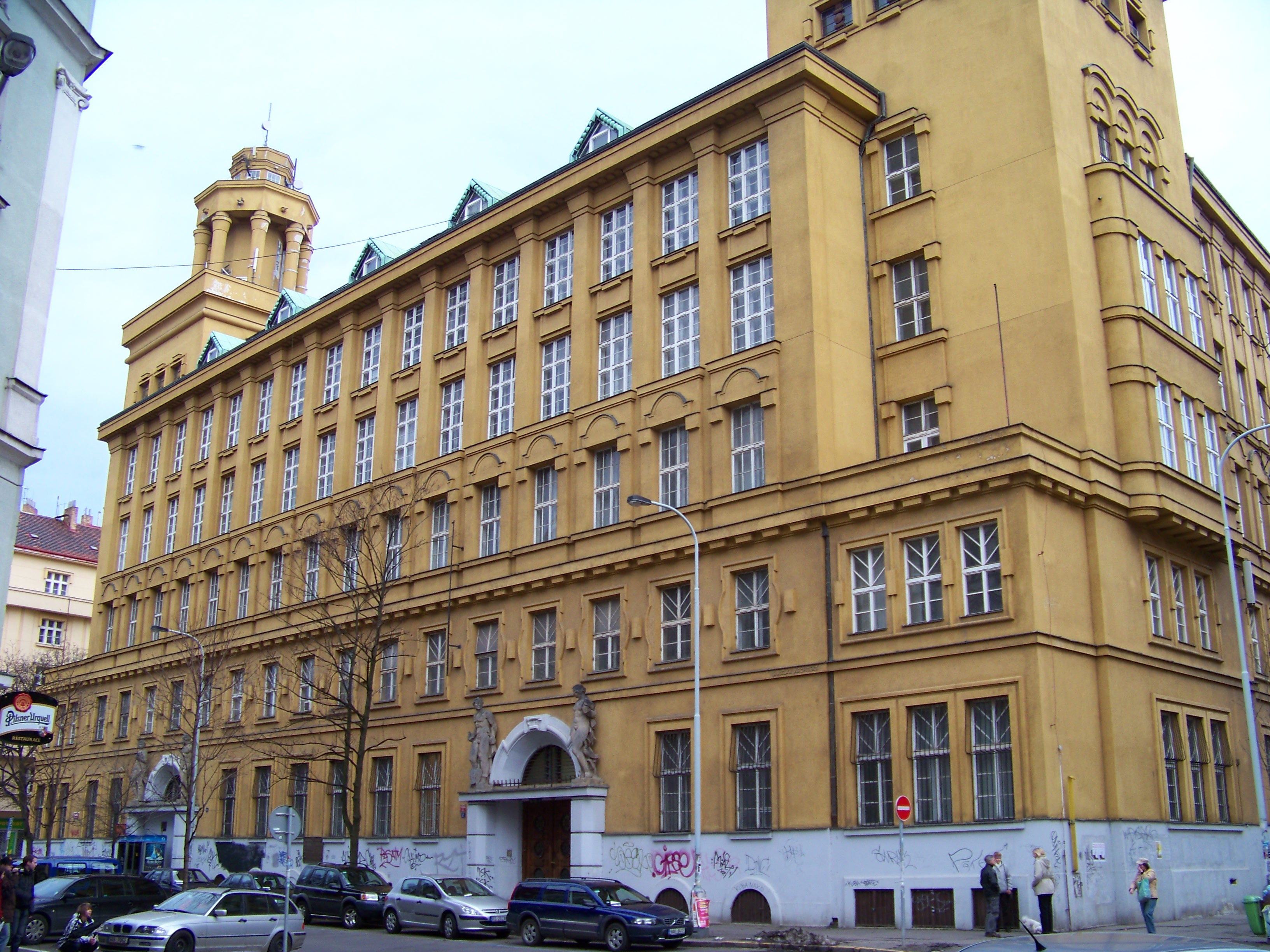
hlavní průčelí budovy

Fasáda je bohatě členěná římsami, pilastry, suprafenestrami, kruhovými terči a obdélnými poli. Horní části nárožních věží jsou osmiboké a po obvodu podepřené sloupy. Původně mezi nimi byly napnuté anténní kabely. Hlavní křídlo má trojúhelné vikýře, zbylá dvě křídla pak vikýře zakončené obloukem.
Vestibul je zaklenutý valenou převýšenou klenbou s kazetováním. Hlavní schodiště bylo původně zdobené sgrafity.
Interiéru dominoval hlavní sál ústředny o délce 26 metrů, šířce 15 metrů a výšce 10 metrů, který přesahoval ze třetího do čtvrtého patra a byl z obou stran prosvětlován stropními i postranními okny. Zaklenut byl žebrovou klenbou. Po celé délce sálem prostupovaly tři řady přepojovačů, mezi první a druhou řadou byla ohlašovna s deseti dvojitými stoly. Sál měl také vyvýšené dřevěné pódium a prosklenými dveřmi byl oddělený od kontrolního pracoviště.

### Sochařská výzdoba

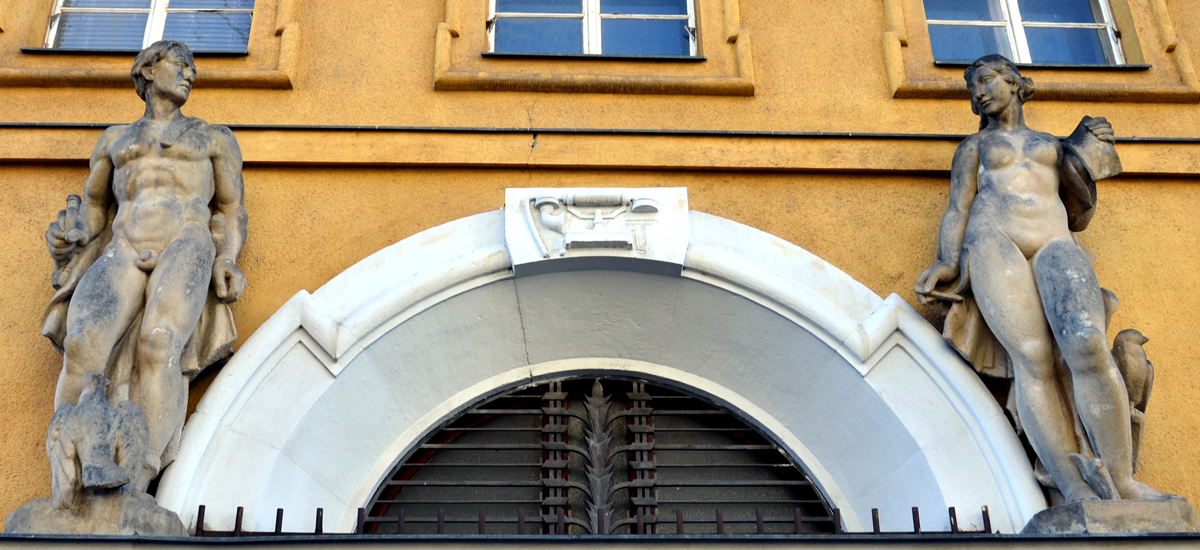
plastiky Poštovnictví a Těsnopis

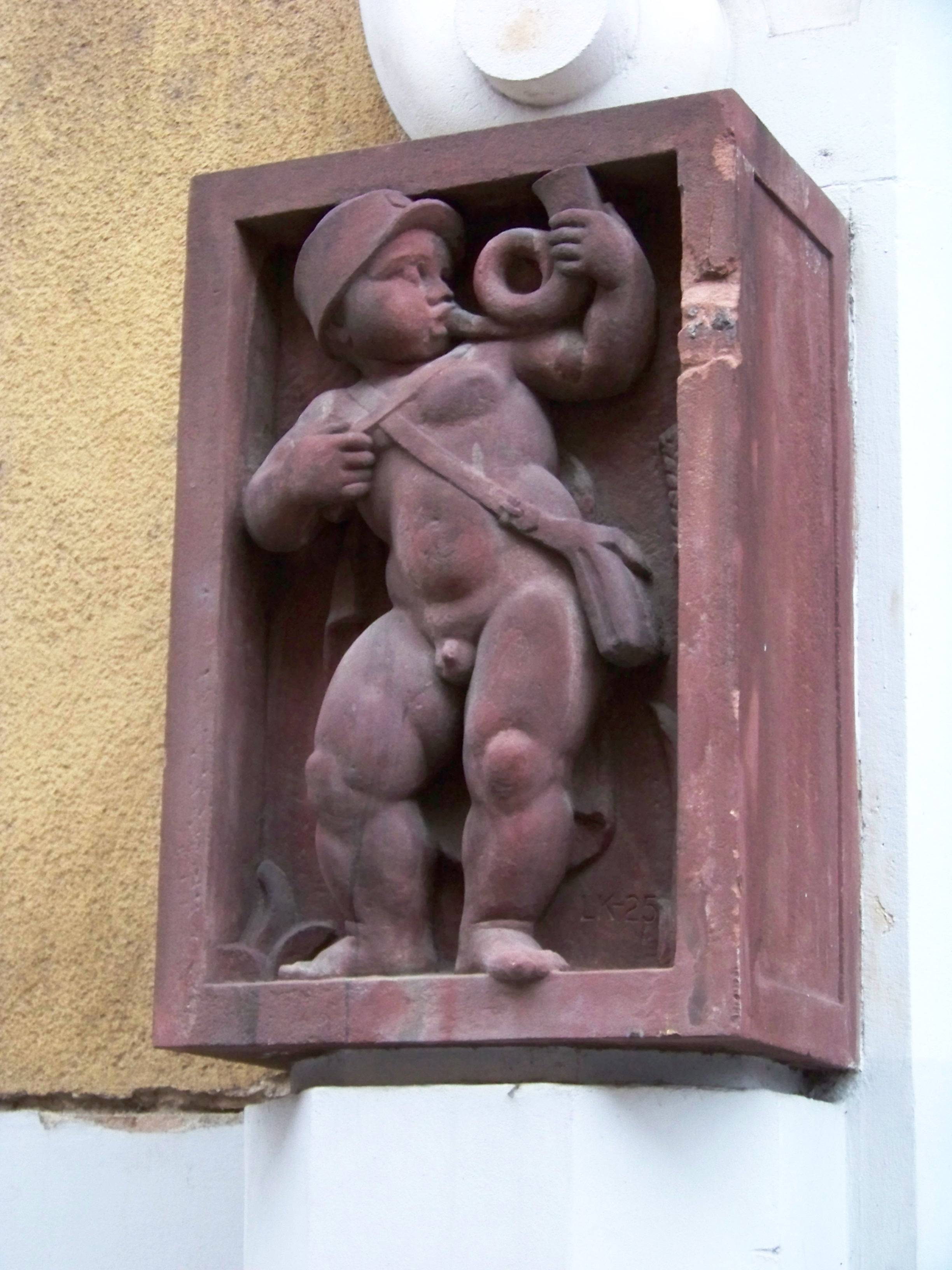
reliéf v Kubelíkově ulici

Portály směřované do Fibichovy ulice zdobí dvě dvojice soch Ladislava Kofránka, mužských i ženských alegorických aktů v nadživotní velikosti. Jejich význam odhaduje Národní památkový ústav takto:
- Poštovnictví – muž s poštovní trubkou v pravé ruce, pláštěnkou přes záda a sokolem u nohou[6]
- Těsnopis – žena s tužkou v pravé ruce, zápisníkem v levé a sokolem u nohou[7]
- Úroda či Blahobyt – žena s plody a rohem hojnosti v rukou[8]
- Telefon – muž s pláštěnkou přes záda, holubem na rameni a sloupem elektrického vedení u nohou[9]

Boční vstup z Kubelíkovy ulice má na pilířích reliéfní terakotovou výzdobu zobrazující malé chlapce (putti) rovněž s poštovními motivy, například pošťáckou trumpetou. K poštovnictví, telefonii a telegrafii odkazují i reliéfy nad jednotlivými vstupy.

### Pamětní deska
Na hlavním průčelí je umístěna pamětní deska připomínající čtyři ženy a deset mužů, poštovních zaměstnankyň a zaměstnanců padlých během druhé světové války. Uvedeno je i místo a příčina jejich smrti – přímé boje, nálety na Prahu či Drážďany, mučení i popravy.

## Historie
První telefonní ústředna v Praze fungovala od roku 1882 v Richtrově domě na Starém Městě. Na začátku provozu k ní bylo připojeno pouhých jedenáct účastníků, v roce 1883 jich už bylo 187 a celkem v tomto roce spojovatelky manuálně propojily 53 tisíc hovorů. Postupně byly obdobné ústředny vybudovány například v Plzni, Kolíně a Chebu. Roku 1889 zahájila na hlavní poště v Jindřišské ulici provoz meziměstská ústředna, která propojila Prahu s Vídní. Rychlý rozvoj účastnické sítě si vyžádal její rozšiřování a v roce 1902 byla v téže budově spuštěna nová ústředna. Centrála v Richtrově domě pak byla zrušena.
Po první světové válce byly v Praze budovány automatické ústředny, kde již manuální práci spojovatelky nahradilo vytáčení unikátních telefonních čísel. Pro meziměstské a mezinárodní hovory však práce spojovatelek zůstala dlouho nenahraditelná a zázemí poštovní budovy v Jindřišské ulici rychlému růstu zájmu o telefonování nestačilo.

### Provoz a vybavení ústředny
První meziměstský hovor byl novou ústřednou ve Fibichově ulici propojen v červnu 1927. Monumentální budova byla vystavěna zhruba za 10 milionů korun. Na Žižkov bylo přeloženo i vedení z Jindřišské ulice, již během prvního roku provozu tak ústředna odbavila 6 606 205 minut hovorů.
Technické vybavení od amerických společností Standard Electric, Bell Telephone a německé firmy Siemens & Halske řadilo ústřednu v době spuštění mezi nejmodernější na světě. V hlavním sále bylo 82 spojovacích pracovišť, kde manipulantky propojily na 500 hovorů denně. Tvořily většinu z 350 zaměstnanců ústředny a sloužily v nepřetržitém třísměnném provozu. Součástí rozlehlé budovy byla proto mimo jiné ubytovna personálu a služební byty. Původní architektonické plány počítaly i s bazénem, po něm se však nedochovaly žádné stopy a je pravděpodobné, že nakonec nebyl realizován.
Budova sloužila rovněž jako pošta a telegrafní ústředna. V průběhu let byla modernizována v souladu s technologickým pokrokem, například rozvojem fototelegrafie a radiotelegrafie. Ve 30. letech 20. století zde sídlil Technický ústav Ministerstva pošt a telegrafů, které z ústředny v letech 1936–1938 vysílalo zkušební televizní signál.
Kapacita ústředny přestala technologickým potřebám stačit v sedmdesátých letech, kdy byla všechna klíčová pracoviště dislokována do jiných prostor. V lednu 1974 byla v budově hlavní pošty v Jindřišské ulici uvedena do provozu nová dálnopisná ústředna (ve Fibichově ulici bylo do té doby k dispozici 1300 přípojek, což neumožňovalo připojovat další účastníky). Novým centrem telekomunikace se pak v roce 1979 stala zhruba na dalších 40 let Ústřední telekomunikační budova v Olšanské ulici. Linky z Fibichovy ulice byly přeloženy pomocí dvoukilometrového podzemního kolektoru.

### Další využití
Po přesunutí ústředny budova dál sloužila jako pošta a kanceláře telekomunikační společnosti, v letech 2006–2010 zde fungovala veterinární klinika. Interiér prošel mnoha necitlivými stavebními úpravami, někdejší hlavní sál byl rozdělen na menší místnosti a zničena byla například i sgrafitová omítka schodiště. Od roku 2010 zůstala budova zcela nevyužitá.
Pražská správa nemovitostí, která byla v roce 2016 majitelem budovy, vypsala soutěž na studii jejího dalšího využití. Jeden z nerealizovaných návrhů počítal například s vybudováním obchodní pasáže, bytů, kancelářských prostor, fitness či jazzového klubu. K roku 2020 je bývalá ústředna nadále prázdná. V provozu zůstává pouze podzemní kolektor mezi budovou a komplexem Ústřední telekomunikační budovy v Olšanské ulici, ačkoli i tato budova již svému účelu prakticky dosloužila a dokonce je plánována její demolice.

## Galerie

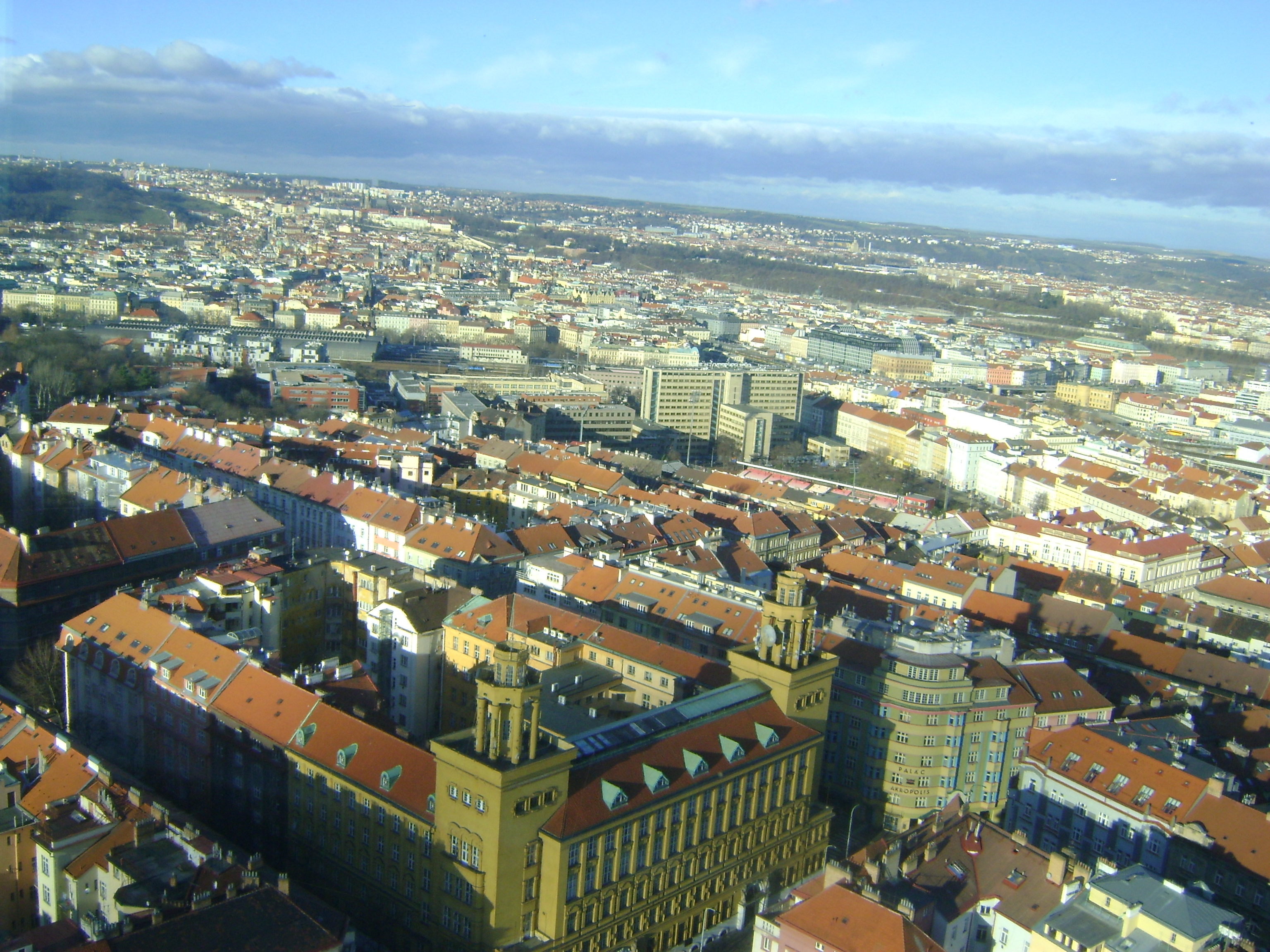
pohled z žižkovského vysílače
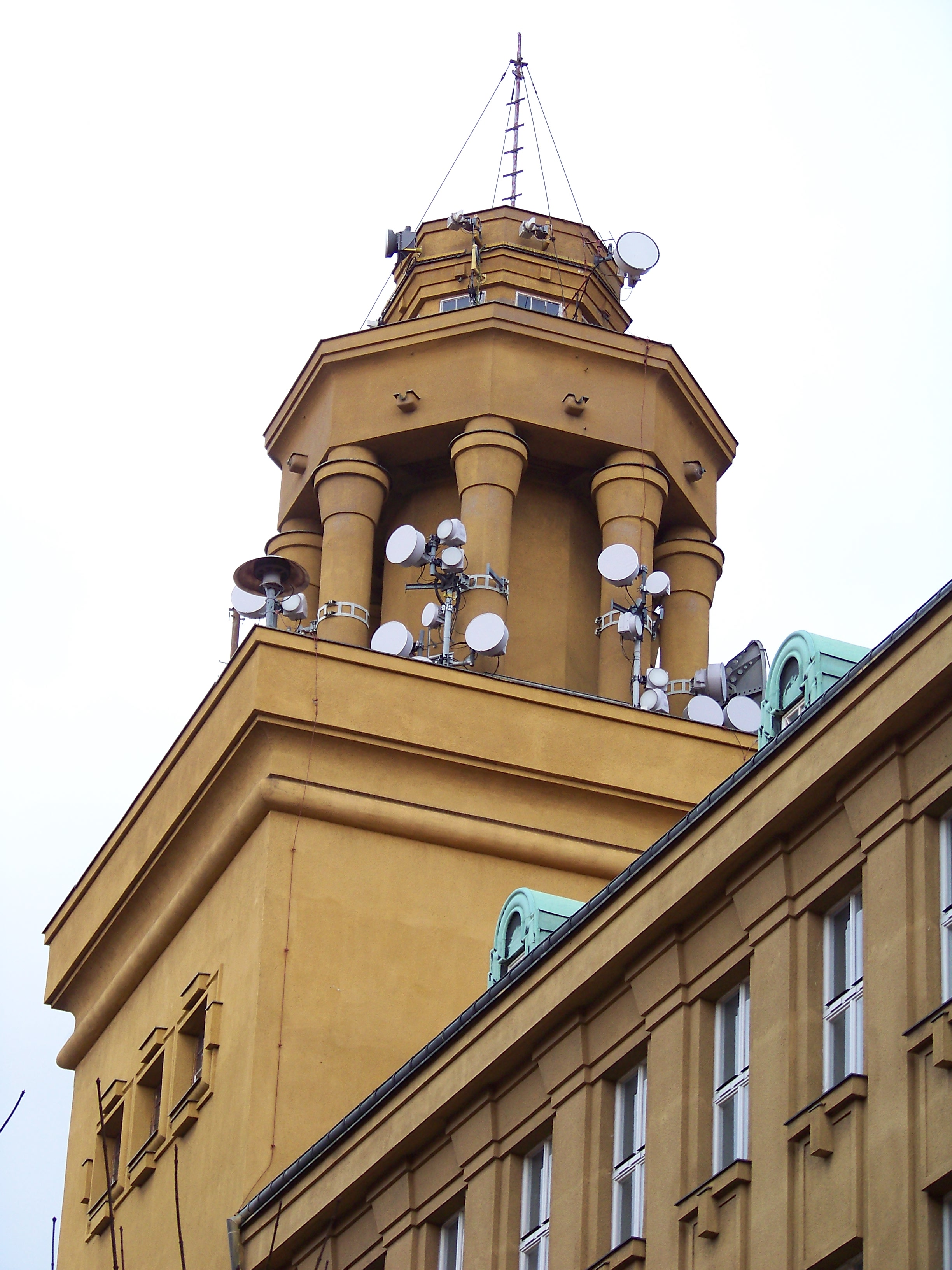
nárožní věž
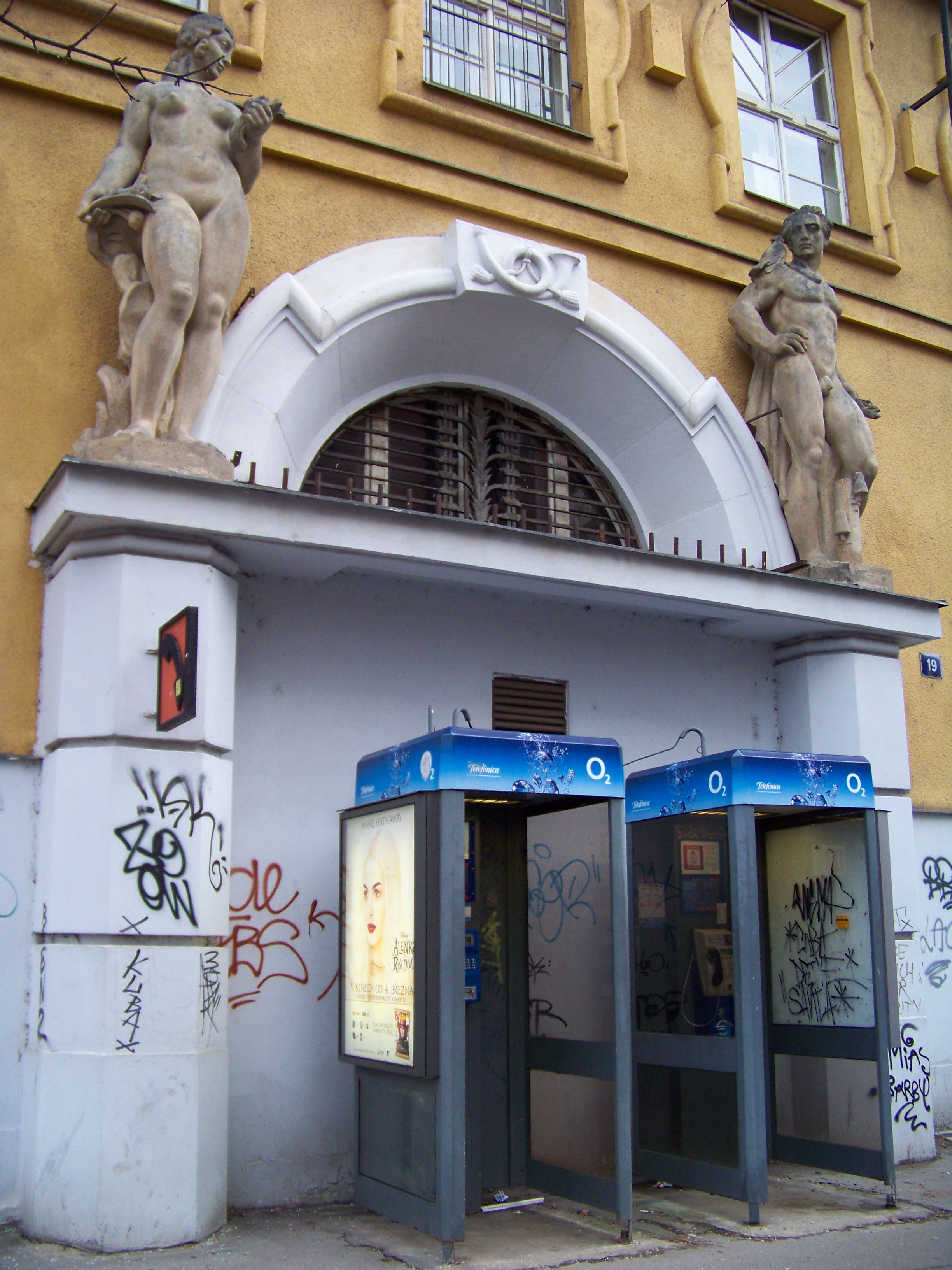
zazděný portál
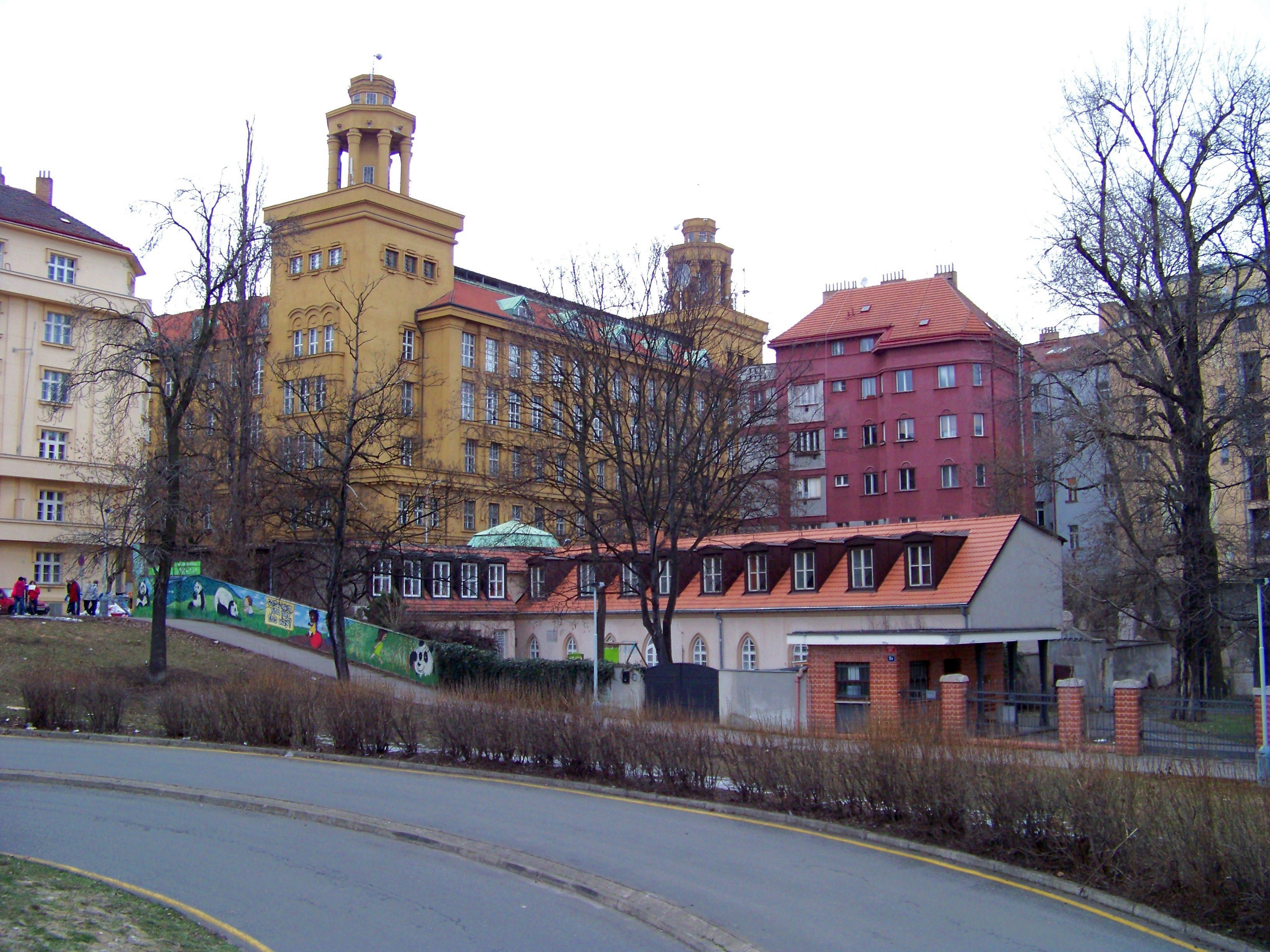
ústředna z Mahlerových sadů